# A Venda do Espiño
A Venda do Espiño es un caserío español situado en la parroquia de La Gudiña, del municipio de La Gudiña, en la provincia de Orense, Galicia.

## Demografía
| Gráfica de evolución demográfica de A Venda do Espiño entre 2000 y 2022 |
|                                                                         |
| Datos según el nomenclátor publicado por el INE.                        |